# Henan
Henan (kineski 河南, pinyin Hénán), je kineska pokrajina u središnjem dijelu Kine. Henan se tradicionalno smatra kolijevkom kineske civilizacije.
S oko 100 milijuna stanovnika, Henan je najnapučenija kineska pokrajina po mjestu boravka (Guangdong ima najveći broj stanovnika ako se uračuna veliki broj imigranata). Graniči s pokrajinama Hebei na sjeveru, Shandong na sjeveroistoku,  Anhui na jugoistoku, Hubei na jugu, Shaanxi na zapadu i Shanxi na sjeverozapadu.

## Naziv
Kratica s jednim kineskim znakom je 豫 (yù). Naziv Henan znači „južno od Žute rijeke”, iako je jedna četvrtina pokrajine, Huang He, sjeverno od rijeke.
Henan se često naziva Zhongyuan (中原 zhōngyuán) ili Zhongzhou (中州 zhōngzhōu), doslovno „središnje ravnice” ili „srednja zemlja”; ovaj naziv se također u širem smislu primjenjuje na cijelu sjevernokinesku ravnicu. 

## Zemljopis
Pokrajina Henan se nalazi s obje strane Žute rijeke koja teče kroz pokrajinu u dužini od 700 km, iako je najveći dio južno od pokrajine. Henan je jasno razgraničen s ostalim kineskim pokrajinama planinama i rijekama kao prirodnim barijerama prema zapadu, sjeverozapadu i jugu, dok se na istoku otvara u Veliku nizinu koja nudi vrlo dobre uvjete za poljoprivredu.
Henan ima kontinentalnu klimu s hladnim zimama i relativno suhim i vrućim, te vlažnim ljetima. Temperature i oborine rastu od sjevera prema jugu. Henanu uvelike prijete prirodne katastrofe u kojima je u posljednjih 2000 godina zabilježeno gotovo 1000 suša i katastrofalnih poplava. S jedne strane, upravo je relativno nisko korito Žute rijeke imalo povoljan učinak na poljoprivredu te pokrajine, a s druge strane, teške kiše ljeti vrlo brzo mogu dovesti do velikih poplava. Nasipi i kanali koji su izgrađeni od 1950-ih, doveli su do poboljšanja zaštite, a time i uvjeta za poljoprivredu.

## Povijest
Žuta rijeka, koja teče kroz sjeverni Henan, se zove i „Majčinskom rijekom”, jer su Han Kinezi (92% ukupnog kineskog stanovništva) i njihova civilizacija rođeni oko rijeke. Upravo se Henan smatra za tu kolijevku kineske civilizacije, zbog povoljne klime i obilja plodne zemlje. Zbog toga se područje Henana smatra za izvorište kineske kulture i nacije, a njegovi stanovnici se smatraju potomcima Žutog cara. 
Ovdje su pronađeni najstariji dokazi poljoprivrede u Kini tijekom neolitičkih kultura Yangshao (5000. pr. Kr.-3000. pr. Kr.) i Longshan (3000. pr. Kr.-2000. pr. Kr.), ali i kulture Erlitou koja se poistovjećuje s polumitskom kineskom dinastijom Xia (2070. pr. Kr.-1600. pr. Kr.). Nju je osvojila dinastija Shang (16. – 11. stoljeće pr. Kr.) koja je također sjedište imala na krajnjem istoku Henana. Njezina posljednja prijestolnica u gradu Yinu (današnji Anyang) je mjesto gdje je nastalo i kinesko pismo.
Tijekom kineske povijesti, devet dinastija je imalo ovdje svoje sjedište, u gradovima kao što su Dengfeng, Anyang, Luoyang, Xuchang i Kaifeng. Zbog toga je Henan bio dom ne samo mnogih povijesnih, nego i književnih osoba (Lao Tzu, Chuang Tzu, Han Fei, Lu Buwei, Shang Yang, Li Si, Yue Fei, Du Fu, Bai Juyi i dr.). Džurdži i Mongoli su svojim invazijama okončali dominaciju Henana u Kini, a središte vlasti se premjestilo u sjevernu Kinu.
Godine 1954., sjedište pokrajine je premješteno iz starog kulturnog centra u Kaifengu u industrijski grad Zhengzhou. 
Prema kineskom znanstveniku Yang Jishengu, za vrijeme velike gladi između 1958. i 1961. god., broj neprirodnih smrti je bio 1.692.800 ljudi, a deficit rođenja iznosio je 2.357.800 ljudi, a prepoznate su i slučajevi kanibalizma. Što više, u kasnim 1990-im javile su se hipoteze o broju od 5.000.000 žrtava.
God. 1975., 62 brane na Žutoj rijeci su popustile zbog tajfuna Nina i voda je potpuno poplavila prefekturu Zhumadian ubivši oko 26.000 ljudi, dok je veliki broj ljudi preminuo od epidemija i gladi koje su uslijedile (od 85.600 do 171.000 ljudi).

## Znamenitosti
Dengfeng (kineski: 登封, pinyin: Dēngfēng) je grad u podnožju 1500 m visoke planine Song, koja je jedna od najsvetijih planina u Kini. Nekad je bio je poznat kao Yangcheng (陽城) i bio je stara kineska prijestolnica drevne dinastije Xia (oko 2070. – 1600. pr. Kr.). Dengfeng je jedno od cijenjenih duhovnih središta Kine, i u njemu se nalaze brojni vrijedni kulturni i povijesni spomenici, kao što su: taoistički hram Zhongyue (523.), budistički Šaolinski hram (odakle potječe Zen), te konfucijska akademija Songyang. Zbog toga su ga kineski pjesnici prozvali "središtem neba i zemlje", jer je astronomska ideja središta zemlje bila jako važna za ideju carske moći.
U blizini Luoyanga nalaze se slavne Longmen špilje, koje su UNESCO-ova svjetska baština od 2000. god.
Kulturno, Henan je najpoznatiji po kineskoj operi, koja se ovdje oblikovala. 

## Upravna podjela
Henan je podijeljen na 17 gradskih prefektura i jedan gradski okrug pod izravnom upravom pokrajine, tj. pod-pokrajinski grad:
| Zemljovid                | #            | Naziv                | Upravno sjedište          | Kinesko pismo Pinyin | Stanovništvo (2010.) |
| ------------------------ | ------------ | -------------------- | ------------------------- | -------------------- | -------------------- |
|                          |              |                      |                           |                      |                      |
| — Gradske prefekture —   |              |                      |                           |                      |                      |
| 1.                       | Zhengzhou    | Zhongyuan (distrikt) | 郑州市 Zhèngzhōu Shì      | 8.626.505            |                      |
| 2.                       | Anyang       | Beiguan (distrikt)   | 安阳市 Ānyáng Shì         | 5.172.834            |                      |
| 3.                       | Hebi         | Qibin (distrikt)     | 鹤壁市 Hèbì Shì           | 1.569.100            |                      |
| 4.                       | Jiaozuo      | Jiefang (distrikt)   | 焦作市 Jiāozuò Shì        | 3.539.860            |                      |
| 5.                       | Kaifeng      | Gulou (distrikt)     | 开封市 Kāifēng Shì        | 4.676.159            |                      |
| 6.                       | Luohe        | Yancheng (distrikt)  | 漯河市 Luòhé Shì          | 2.544.103            |                      |
| 7.                       | Luoyang      | Xigong (distrikt)    | 洛阳市 Luòyáng Shì        | 6.549.486            |                      |
| 8.                       | Nanyang      | Wolong (distrikt)    | 南阳市 Nányáng Shì        | 10.263.006           |                      |
| 9.                       | Pingdingshan | Xinhua (distrikt)    | 平顶山市 Píngdǐngshān Shì | 4.904.367            |                      |
| 10.                      | Puyang       | Hualong (distrikt)   | 濮阳市 Púyáng Shì         | 3.598.494            |                      |
| 11.                      | Sanmenxia    | Hubin (distrikt)     | 三门峡市 Sānménxiá Shì    | 2.233.872            |                      |
| 12.                      | Shangqiu     | Liangyuan (distrikt) | 商丘市 Shāngqiū Shì       | 7.362.472            |                      |
| 13.                      | Xinxiang     | Weibin (distrikt)    | 新乡市 Xīnxiāng Shì       | 5.707.801            |                      |
| 14.                      | Xinyang      | Shihe (distrikt)     | 信阳市 Xìnyáng Shì        | 6.108.683            |                      |
| 15.                      | Xuchang      | Weidu (distrikt)     | 许昌市 Xǔchāng Shì        | 4.307.199            |                      |
| 16.                      | Zhoukou      | Chuanhui (distrikt)  | 周口市 Zhōukǒu Shì        | 8.953.172            |                      |
| 17.                      | Zhumadian    | Yicheng (distrikt)   | 驻马店市 Zhùmǎdiàn Shì    | 7.230.744            |                      |
| — Pod-prefketurni grad — |              |                      |                           |                      |                      |
| 18.                      | Jiyuan       | Jiyuan               | 济源市 Jǐyuán Shì         | 675.710              |                      |

Ove prefekture Henana su podijeljene na 159 okružnih jedinica, od kojih je 50 distrikta, 21 okružni grad (uključujući Jiyuan) i 88 okruga. Oni se nadalje dijele na 2.440 općina, i to 866 gradova, 1.234 naselja, 12 etničkih naselja i 328 poddistrikta.

## Vanjske poveznice
- Službene stranice pokrajine (kin.)